# Valley Park, Missouri
Valley Park är en ort i St. Louis County i delstaten Missouri, USA.